# .jm
.jm là tên miền quốc gia cấp cao nhất (ccTLD) của Jamaica. Việc đăng ký thực hiện ở tên cấp 3 dưới một số tên cấp 2 như com.jm, net.jm, org.jm, edu.jm, gov.jm, và mil.jm. Đăng ký thực hiện bằng tay chứ không tự động, nên những ai muốn đăng ký được yêu cầu cho 30 ngày để hoàn tất. Dân cư ở Jamaica được giảm giá đăng ký.